# 四緑木星
| 四 | 九 | 二 |
| 三 | 五 | 七 |
| 八 | 一 | 六 |

| 三 | 八 | 一 |
| 二 | 四 | 六 |
| 七 | 九 | 五 |

四緑木星（しろくもくせい）とは、暦、占いに用いられる九星の一つ。後天定位盤において東南に位置する。 
三碧木星と同じ木に属するが、四緑木星は、木としては既に十分成長して用材となる木を表すという。

## 属性
- 五行 - 木
- 八卦 - 巽
- 十干 - 甲、乙
- 十二支 - 辰、巳
- 季節 - 春
- 方位 - 東南
- 月 - 4月、5月
- 時間 - 7時～11時
- 数 - 三、八
- 色 - 緑色
- 味 - 酸味

## 象意
- 出入、長い、遠方、風、木、草花、信用、整う、取引、交通、迷い、遅延、長女、整理、通信、
- 縁、交際、完成、評判、辞令、縁談、結婚、精神、旅行、通勤、交渉、誤解、行き違い、侵攻、

考え違い、運搬、歓迎
腸、左手、気管、食道、動脈、神経、筋、呼吸器、

## 他の星との関係（相性）
- 相生 - 一白水星（水生木）、九紫火星（木生火）
- 相克 - 二黒土星（木剋土）、五黄土星（木剋土）、六白金星（金剋木）、七赤金星（金剋木）、八白土星（木剋土）
- 比和 - 三碧木星、四緑木星

## 四緑木星の（中宮になる）年
西暦年を9で割って7余る年が四緑木星の年となる。
‥‥ - 1942年 - 1951年 - 1960年 - 1969年 - 1978年 - 1987年 - 1996年 - 2005年 - 2014年 - 2023年 - 2032年 - 2041年 - 2050年 - 2059年 - 2068年 - ‥‥